# Geografía urbana de Andalucía

## Aglomeraciones urbanas
A nivel de población merece la pena resaltar las siguientes áreas, las cuales para 2006 serían:
- Área de Sevilla (1.427.060 habitantes)
- Área de Málaga (1.074.074 habitantes)
- Área de la Bahía de Cádiz-Jerez (620.000 habitantes)
- Área de Granada (564.000 habitantes)
- Área de Almería (369.998 habitantes)
- Área de Córdoba (321.164 habitantes)
- Área de la Bahía de Algeciras (251.096 habitantes)
- Área de Huelva (240.822 habitantes)
- Área de Jaén (233.561 habitantes)

## Principales ciudades
La siguiente tabla refleja los municipios con más de 100.000 habitantes (INE 2007), además de otros valores relativos al incremento sobre el año anterior.
| Pos. | Municipio            | Provincia | Población 2023 | Población 2008 | Incr. resp. 2007 | Var. resp. 2007 | Población 2007 |
| ---- | -------------------- | --------- | -------------- | -------------- | ---------------- | --------------- | -------------- |
| 1    | Sevilla              | Sevilla   | 684.164        | 699.759        | +614             | +0,08%          | 699.145        |
| 2    | Málaga               | Málaga    | 586.384        | 566.447        | +5197            | +0,93%          | 561.250        |
| 3    | Córdoba              | Córdoba   | 323.763        | 325.453        | +1853            | +0,57%          | 323.600        |
| 4    | Granada              | Granada   | 230.595        | 236.988        | +781             | +0,33%          | 236.207        |
| 5    | Jerez de la Frontera | Cádiz     |                | 205.364        | +2677            | +1,32%          | 202.687        |
| 6    | Almería              | Almería   |                | 186.651        | +1.342           | 0,72%           | 185.309        |
| 7    | Huelva               | Huelva    |                | 148.027        | +1854            | +1,27%          | 146.173        |
| 8    | Cádiz                | Cádiz     |                | 127.200        | -1354            | -1,05%          | 128.554        |
| 9    | Marbella             | Málaga    | 156.295        | 130.549        | +4127            | +3,26%          | 126.422        |
| 10   | Dos Hermanas         | Sevilla   |                | 120.323        | +2759            | +2,35%          | 117.564        |
| 11   | Jaén                 | Jaén      |                | 116.417        | +24              | +0,02%          | 116.393        |
| 12   | Algeciras            | Cádiz     |                | 115.333        | +1321            | +1,16%          | 114.012        |

- Datos: Q5877653